# Collartisa collartorum
Collartisa collartorum är en fjärilsart som beskrevs av Sergius G. Kiriakoff 1953. Collartisa collartorum ingår i släktet Collartisa och familjen björnspinnare. Inga underarter finns listade i Catalogue of Life.